# Antiochia Parva
Antiochia Parva (łac. Dioecesis Antiochenus Parvus) – stolica historycznej diecezji w Cesarstwie Rzymskim (prowincja Isauria), współcześnie w Turcji. Od 1933 katolickie biskupstwo tytularne (wakujące od 1964).

## Biskupi tytularni
| Lp. | Biskup                                 | Funkcja                             | Od               | Do               |
| --- | -------------------------------------- | ----------------------------------- | ---------------- | ---------------- |
| 1   | Jacques-Eugène-Louis Ménager           | biskup pomocniczy Wersalu (Francja) | 23 czerwca 1955  | 7 grudnia 1961   |
| 2   | André-Jean-Marie Charles de la Brousse | biskup koadiutor Dijon (Francja)    | 26 stycznia 1962 | 11 kwietnia 1964 |